# Sida trichopoda
Sida trichopoda är en malvaväxtart som beskrevs av Ferdinand von Mueller. Sida trichopoda ingår i släktet sammetsmalvor, och familjen malvaväxter. Inga underarter finns listade i Catalogue of Life.